# 2010年4月臺灣
| << | 2010年4月 （民國99年） | >> |    |    |    |    |
| \| 日 \| 一 \| 二 \| 三 \| 四 \| 五 \| 六 \| \| \| \| \| \| 1 \| 2 \| 3 \| \| 4 \| 5 \| 6 \| 7 \| 8 \| 9 \| 10 \| \| 11 \| 12 \| 13 \| 14 \| 15 \| 16 \| 17 \| \| 18 \| 19 \| 20 \| 21 \| 22 \| 23 \| 24 \| \| 25 \| 26 \| 27 \| 28 \| 29 \| 30 \| \| \| \| \| \| \| \| \| \| |                        |    |    |    |    |    |
| 臺灣新聞動態／維基新聞 |                        |    |    |    |    |    |
| 世界／中国大陆／臺灣 |                        |    |    |    |    |    |
| 日 | 一                     | 二 | 三 | 四 | 五 | 六 |
| |                        |    |    | 1  | 2  | 3  |
| 4 | 5                      | 6  | 7  | 8  | 9  | 10 |
| 11 | 12                     | 13 | 14 | 15 | 16 | 17 |
| 18 | 19                     | 20 | 21 | 22 | 23 | 24 |
| 25 | 26                     | 27 | 28 | 29 | 30 |    |
| |                        |    |    |    |    |    |

## 4月1日
- 消保官於3月23日抽查豆腐工廠，發現「大漢豆腐」出產「未來豆腐」，剛出產豆腐，包裝上的製造日期標示為3月27日。華視新聞（页面存档备份，存于）

## 4月5日
- 內政部於4/2修改規定，大幅放寬跨國企業中國大陸員工輪調來台的條件，包括延長來台工作的停留時間、放寬可申請企業資格、並且取消警局登記規定；泛綠批評這是變相中國大陸勞工，嚴重打擊台灣受顧者權益。內政部認為仍然沒有違反不開放陸勞承諾。自由時報

## 4月9日
- 小提琴家安娜-苏菲·穆特開始在台北、台中及高雄的巡迴演出。自由電子報

## 4月11日
- 泰國於4月10日中午發生武力流血鎮壓，外交部宣佈提高旅遊警戒到最高等級紅燈「不宜前往」。

NOWnews - 自由時報

## 4月12日
- 台灣曾以違反社會善良風俗為由，立下不保障A片著作權的判例。導致A片的侵權與盜版氾濫。日本八家A片業者來台召開記者會，希望能夠重視日本A片的著作權。nownews（页面存档备份，存于）

## 4月15日
- 高雄市勞工局拒宣傳ECFA槓上勞委會，民進黨執政縣市表示將跟進；勞工團體表示，ECFA會對勞工造成嚴重傷害、對白領階級也有害，勞委會視而不見還配合宣傳相當荒謬。自由時報-1自由時報-2

## 4月16日
- 刑事警察局偵七隊年初接獲檢舉，循線破獲，涉嫌違法商業會計法、銀行法和詐欺罪。假消費刷卡，兩年內套現達新台幣4億，捏造營業額假像再向銀行貸款。nownews（页面存档备份，存于）
- 今日台灣高等法院合議庭裁定，扁家瑞士鉅款未匯回，陳水扁仍有逃亡之虞，因此繼續延押兩個月。中央社
- 台灣與俄國合作的ESEMS（實驗型科學教育微衛星）計劃，在2009年9月17日發射升空，11月初開始傳送衛星資料，於2010年4月初失聯，俄國在4月16日證實。恐已成太空垃圾，台灣出資的150萬美金就這樣飛了。公視新聞

## 4月22日
- 大提琴家馬友友等音樂家所組成的絲路之旅演奏團開始在台灣的巡迴演出。將於台北、台中、及高雄各演出一場。聯合新聞網[]
- 一名假釋出獄的性侵累犯，被檢察官求處15年有期徒刑，該犯雖有配帶電子腳鐐，但他都是利用非監控時間犯案，顯現司法體系漏洞。中時電子報 NOWnews（页面存档备份，存于）

## 4月25日
- 下午2時33分，國道三號南下約3.1公里處（接近基隆市七堵區），邊坡發生山崩，雙向行車全面中斷。跨越國道的大埔跨越橋，也斷落於國道上，長度超過200公尺路面遭掩埋。nownews（页面存档备份，存于）

## 4月30日
- 四名死囚遭槍決，分別為張俊宏、洪晨耀、張文蔚及柯世銘[1]

1. ↑  蘋果日報 （页面存档备份，存于）